# Lophuromys eisentrauti
Lophuromys eisentrauti és un rosegador del gènere Lophuromys que viu a 2.550 metres d'altitud al Mont Lefo (Camerun). Aquesta espècie pertany al subgènere Lophuromys i està relacionada amb L. aquilus i, particularment, amb L. dieterleni. Al principi, L. eisentrauti fou descrit com a subespècie de L. sikapusi, però el 1992 fou reconegut com a espècie pròpia per la seva mida més petita. El crani de l'holotip fa 26,80 mm.